# 安阳东站
安阳东站为京广高速铁路的一座车站，位于中华人民共和国河南省安阳市安阳县白璧镇，于2012年12月26日开通，现由中国铁路郑州局集团安阳综合段管辖。

## 简介
安阳东站位于安阳新区海兴路，建筑面积5.2万平方米，其中站房建筑面积1.6万平方米，站前广场20万平方米。 是京广客运专线在河南省四个有始发高铁列车的车站之一。

## 旅客列车目的地
| 列车所属路局 | 目的地                                                                           |
| ------------ | -------------------------------------------------------------------------------- |
| 北京铁路局   | 北海、北京西、广州南、贵阳北、南昌西、深圳北、石家庄、唐山、天津西、武汉、西安北 |
| 成都铁路局   | 北京西、成都东、重庆北、郑州东                                                   |
| 广州铁路集团 | 北京西、长沙南                                                                   |
| 哈尔滨铁路局 | 哈尔滨西                                                                         |
| 南昌铁路局   | 北京西、郑州东                                                                   |
| 南宁铁路局   | 北京西、南宁东                                                                   |
| 上海铁路局   | 上海虹橋、太原南                                                                 |
| 沈阳铁路局   | 大连北、西安北                                                                   |
| 太原铁路局   | 上海虹桥、太原南                                                                 |
| 武汉铁路局   | 北京西、汉口、武汉                                                               |
| 西安铁路局   | 宝鸡南、北京西、天津西、西安北                                                   |
| 郑州铁路局   | 北京西、汉口、上海虹橋（始发）、沈阳北、太原南、西安北、郑州、郑州东             |

## 公交线路
目前该站有11路、38路、旅游1路等公交线路与市区连接。
- 11路：纱厂--高铁站
- 旅游1路：火车站--高铁站
- 旅游2路：安阳工学院--高铁站
- 38路（夜班）：火车站--高铁站

### 暂停和已停运路线
- 37路：公交东站--高铁站（暂停）
- 临1路：公交东站--高铁站（已停运，由37路替代）
- 临2路：安惠苑--高铁站（已停运）